# Abbaye Sainte-Anne de Moutons
Pour les articles homonymes, voir Abbaye Sainte-Anne.
L'abbaye Sainte-Anne de Moutons est un ancien monastère de moniales bénédictines qui se dresse sur le territoire de la commune française d'Avranches, dans le département de la Manche, en région Normandie.
L'abbaye est partiellement inscrite aux monuments historiques.

## Localisation
L'abbaye est située, en contrebas du jardin des plantes, sur la commune d'Avranches, dans le département français de la Manche.

## Historique

### XVIIesiècle
L'abbaye Sainte-Anne est fondée en 1634, sur les anciennes terres de la métairie du Palet, la communauté est pourvue des jeunes filles des bonnes familles de l'Avranchin, ainsi que de Saint-Malo. C'est sous l'impulsion de l'évêque d'Avranches : Pierre-Daniel Huet (1630-1721) que les moniales de l'abbaye de Moutons à Saint-Clément, y sont transférées en 1692, lui donnant son nom.

### XVIIIesiècleetXIXesiècle
En 1793, les religieuses sont expulsées du monastère qui devient une caserne. L'empereur Napoléon Ier donne le 14 septembre 1810 les bâtiments à la ville d'Avranches, mais en 1818 il est repris par le ministère de la Guerre qui en fait à nouveau une caserne. Ce n'est que le 5 novembre 1828 que la ville en devient définitivement propriétaire, et qu'elle aménage les lieux pour y installer une école et un asile.
En 1840, une salle de théâtre de 450 places y est aménagée par l'architecte avranchais : François Cheftel (1799-1892)

### XXeetXXIesiècles
Pendant la Seconde Guerre mondiale, l'abbaye subies les bombardements alliés le 7 juin 1944 qui détruisent la chapelle et le logis de l'abbesse. Après la guerre, le percement du boulevard de la Corniche (aujourd'hui boulevard Léon-Jozeau-Marigné) a réduit une partie de la cour. Depuis 1974 les bâtiments hébergent le Théâtre d'Avranches, le Centre Culturel  et l' École de musique.

## Protection
Au titre des monuments historiques :
- les deux galeries du cloître, dans la cour du théâtre sont inscrites par arrêté du 24 octobre 1935 ;
- le puits, transféré dans le Jardin des Plantes est inscrit par arrêté du 24 octobre 1935.

## Abbesses
- 1693- 1704 : Marie-Magdeleine de Madaillan de Montataire († 1704).